# のび太の結婚前夜
- ドラえもん > 短編漫画（一覧） > のび太の結婚前夜
- ドラえもん > 映画 > 原作短編 > のび太の結婚前夜

「のび太の結婚前夜」（のびたのけっこんぜんや）は、漫画『ドラえもん』の短編エピソードのひとつ（1981年発表）。本作を原作としてテレビアニメが2つ、アニメ映画が2つ作られている。

## 漫画
1981年7月に『小学六年生』8月号にて発表された。この際のエピソード名は「結婚式の前の夜…」。全10頁。
1982年8月にてんとう虫コミックス第25巻に収録された際に、エピソード名が「のび太の結婚前夜」に変更され、加筆・修正が行われた結果、全12頁の作品となった。
原画
2014年8月に発売された『Fライフ』vol.2（A4判）に、本作の原画全12頁が掲載された。モノクロの作品だが、フルカラー印刷により、原稿用紙の外枠の水色の線や、青鉛筆でのアミ指定が確認できる。
デジタルカラー版
2015年5月に北米で発売された電子書籍『Doraemon』 Kindle Edition 81巻に収録された際に、デジタル彩色技術により全頁がフルカラーで着色された（エピソード名は「The Night before Noby's Wedding」）。同年7月に日本で発売された『ドラえもん』デジタルカラー版81巻は同書の日本語版である。

### あらすじ
のび太は、しずかと出木杉が空地で手を握り合っているのを目撃し、嫉妬のあまり取り乱し、鼻水を垂らして大声で抗議する。しかし、それは「白雪姫」の劇の稽古だった。
のび太は「このままだと、しずちゃんを出木杉にとられるのではあるまいか」とクヨクヨと悩む。
「そんなに心配なら、タイムマシンで結婚式を見てきたら？」というドラえもんの提案で、2人は結婚式の日へ向かう。結婚式場に着くと、大人ののび太がタキシード姿で駆け込んでくるが、受付の女性から結婚式は明日だと告げられ赤面して帰っていく。ドラえもんもタイムマシンの操作を誤り前日に着いていたのだ。子供ののび太とドラえもんは、せっかくだからと結婚式前日の様子を見ていくことにする。
未来ののび太は自宅マンションに帰宅後、まだ明るいうちから結婚式前夜祭と称する宴会に出かけ、大人のジャイアン、スネ夫、出木杉らと共に大いにビールを飲んで夜中まで機嫌よく過ごす。
その頃、自宅で両親とのお別れパーティーを終えたしずかは、おやすみの挨拶をしに父親の部屋に行くが、沈んだ表情のままで挨拶以外の会話は何もできない。そこでドラえもんが「正直電波」を使うと、しずかは「パパ! あたし、およめにいくのやめる!!」と言い出す。そんなしずかに、父はしずかが生まれて来てからの楽しい日々の思い出を話し、「みちたりた日びの思い出こそ、きみからの最高のおくり物だったんだよ」「のび太くんを選んだきみの判断は正しかったと思うよ」と語る。その様子を見ていた子供ののび太は現代に戻り、しずかに「きっときっと、きみを幸せにしてみせるからね!!」と大泣きしながら宣言するのだった。

### 登場人物
のび太、出木杉、しずか、ドラえもん、未来ののび太、プリンスメロンホテルの受付の女性、未来ののび太の両親、未来の出木杉、未来のスネ夫、未来のジャイアン、未来のしずかとその両親が登場する（登場順）。

## テレビアニメ
漫画を原作としたテレビアニメが2つ作られている。放送日とエピソード名は以下の通り。
1981年「のび太の結婚式?!」
10月16日放送。青年時代のび太は小原乃梨子、青年時代の出木杉は白川澄子が担当している（少年時代と同じ声優）。
2011年「のび太の結婚前夜」
3月18日放送。

## アニメ映画（1999年）
1999年3月6日に、劇場用アニメ映画『のび太の結婚前夜』として公開された。同時上映の長編作品は『ドラえもん のび太の宇宙漂流記』。第17回ゴールデングロス賞優秀銀賞（同時上映作品とセットで受賞）。26分。

### 前日を描いた意図
監督の渡辺歩によると当初は「雪山のロマンス」（てんとう虫コミックス第20巻収録）など、他の作品ともミックスさせる案があったが、30分（完成作品は26分）という時間の中で結婚が決まるまでのプロセスを描くよりも、前日にテーマを絞ってしまおうということになったという。

### 原作漫画との相違点

#### 「正直電波」の削除
原作漫画では、ドラえもんの道具「正直電波」が登場し、その効果がきっかけで結婚前夜のしずかとパパが心を通わすことができる（本来しずかは不安なまま結婚前夜を過ごすはずだったが、子供ののび太の見苦しい嫉妬心が結果的に大人のしずかを救うことになったというSF的な面白さを含んだ構造になっている）が、本アニメ作品では削除された。
監督の渡辺は「漫画ではページ数の都合で、先生はひみつ道具を使う道を選ばれたのだと思う」と解釈しており、「嫁ぐ前日に胸がいっぱいでパパにあいさつがなかなかできない、そういう娘の気持ちが“正直電波”を使うことで嘘になる気がした」と語っている。

#### 本アニメのみの追加場面
以下の場面は本アニメ作品のスタッフによる本作のみの脚色で、原作漫画にはない。『ドラえもん』という作品全体の公式設定でもない。
監督の正念場として追加された場面
渡辺監督は、以下の2点の追加について「ここが正念場であり、深夜泣きながら考えた」と語っている。
- 「正直電波」を削除した代わりに、父親が咳き込み、しずかが思わず不安になる場面を追加した。
- 「母から娘に大切な物を託すことの意味を描きたかった」ため、しずかが母親から真珠のネックレスを受け取る場面を追加した。
  - 真珠のネックレスのエピソードは1982年の漫画「しんじゅ製造アコヤケース」（てんとう虫コミックス28巻）にて描かれている。同作は「しずかのネックレス」のエピソード名でテレビアニメ化され1983年4月29日に放送されている。

猫の救助と空港までのドライブ
大人ののび太は結婚式場で衣装合わせをしていたしずかと落ち合い、車に轢かれそうになった猫・みいちゃんを助ける（助けられたのは現代から来たドラえもんのおかげだが、大人ののび太としずかは気づかない）。
大人ののび太としずかは猫を家まで送り届けに行き、飼い主親子が引越し先のアメリカに向かうため空港にいることを知る。そこにスポーツカーに乗って現れたスネ夫とジャイアンと共に、皆で力をあわせてトラブルを乗り越え、猫を無事に送り届ける。
河原での先生との遭遇
宴会からの帰り道、大人ののび太は小学校時代の先生と会う。先生を気遣って上着をかけたのび太に、先生は「明日は遅刻するんじゃないぞ」と言葉をかける。
現代のジャイアンとスネ夫
現代のジャイアンとスネ夫がエピローグに登場する（原作漫画では未登場）。

### キャスト
- ドラえもん - 大山のぶ代
- のび太 - 小原乃梨子
- しずか - 野村道子
- ジャイアン - たてかべ和也
- スネ夫 - 肝付兼太
- 出木杉 - 白川澄子
- しずかのパパ - 久米明
- しずかのママ - 松原雅子
- 先生 - 田中亮一
- おばあさん、ドレスのスタイリスト - 江森浩子
- タクシードライバー - 中嶋聡彦
- 高木さん - 柴本浩行（みいちゃんの飼い主）
- 女の子、ホテルのフロント - 渡辺美佐
- となりのおばさん - 水原リン

青年時代のレギュラーのキャスト
青年時代ののび太は少年時代と同じ小原乃梨子が、全体的にやや太めの声変わり後を意識して演じている。その他の青年時代のレギュラーも、当時の声優陣がそのまま担当している（本アニメ映画までは、大人になったのび太が登場する際には拡森信吾が主にその声を担当している）。

### スタッフ
- 原作 - 藤子・F・不二雄
- 監督・作画監督 - 渡辺歩
- 脚本 - 藤本信行
- 美術監督 - 柴山恵理子
- 撮影監督 - 熊谷正弘
- 録音監督 - 浦上靖夫
- 音楽 - 菊池俊輔
- 効果 - 横山正和
- 編集 - 岡安肇
- 動画チェック - 原佳寿美
- 色彩設計 - 照谷美和子
- 原画 - 尾鷲英俊、丸山宏一、大杉宜弘、加来哲郎
- 動画 - 森川純一、江部賢、菊池博道、滝山友紀子、岩崎太郎、立口徳孝、小澤辰則、及川あずさ、平田晃生、梶山奏子、木村郁彦、奥村光博、角田恵子、原島良夫、滝山典子、浦山智恵、渡辺杏里、渡辺菜摘
- 仕上 - 岩切当志子、森沢千代美、渡辺信子、久保田滝子、宇井俊恵、谷島香、土屋裕美、米井ふじの、佐久間芳子、冨川小百合、まるたまりこ、渡辺真紀
- 特殊効果 - 橋爪朋二
- リスマスク - マキ・プロ
- タイトル - 道川昭
- 背景 - 土師勝弘、明石聖子、中村隆、岡部真由美、鈴木朗、西川かおり、本多美紀、天水勝
- 撮影 - 山田廣明、倉田佳美、木次美則、鈴木浩司
- 編集 - 小島俊彦、中葉由美子、村井秀明、川崎晃洋、三宅圭貴
- 録音スタジオ - APUスタジオ
- ミキサー - 内山敬章
- アシスタントミキサー - 田口信孝
- 録音制作 - オーディオ・プランニング・ユー
- 音響制作デスク - 藤井奈津子
- 技術協力 - 森幹生、コンチネンタルファーイースト株式会社
- 現像 - 東京現像所
- 協力 - ベガエンタテイメント、スタジオ ユニ、アニメフィルム、岡安プロモーション、スタジオキリー、スノーライトスタッフ、東京アニメーションセンター、動画工房、きのプロダクション、じゃんぐるじむ、アニメワールド大阪、イージーフィルム、トランス・アーツ
- 制作デスク - 武井健
- 制作担当 - 松土隆二
- プロデューサー - 増子相二郎、木村純一、梶淳
- 制作協力 - 藤子プロ、ASATSU-DK
- 制作 - シンエイ動画、小学館、テレビ朝日

### 主題歌
『幸せのドア』
歌 - 中西保志・沢田知可子 / 作詞 - 沢田知可子 / 作曲・編曲 - 林仁

### 予告編
予告編では、のび太の声で「いつの間にか僕は夜中に1人でトイレに行けるようになった、1人で電車に乗って会社に通うようになった。でも本当に僕は変わったのかな?　ねぇドラえもん、僕は明日結婚するよ…」という台詞が流された。

### 未来のドラえもんの存在
本作内には未来のドラえもんは登場しない。予告編の台詞や、本編中に河川敷の土手に転んだのび太が星を見上げながらドラえもんの名前を呟く場面は、この時点ののび太はドラえもんと一緒に暮らしていないという状況がうかがえる作りになっている。エンディングで描かれた結婚式にも、ドラえもんは参加していない。

### 評価
アニメーション研究家・評論家の五味洋子は著書『アニメーションの宝箱』で本作を指し、「藤子・F氏の人となりが偲ばれる佳作」と評しており、渡辺は最大の褒め言葉と語っている。

## アニメ映画（2014年）
2014年に、劇場用3Dアニメ映画『STAND BY ME ドラえもん』（8月8日公開）内のエピソードのひとつとして映画化された。